# Эври
Эври́ (фр. Évry) — город во Франции в 26 км к юго-востоку от Парижа в департаменте Эсон на реке Сена.
Эври — один из так называемых плановых городов. В 1960-е город пережил демографический взрыв и сейчас считается самым «молодым» городом Франции.

## Экономика и промышленность
В Эври располагается штаб-квартира ракетно-космической компании «Арианспейс» и исследовательский институт информатики и космонавтики.
Электротехническая промышленность.
Штаб-квартира компаний «Accor» — гостинично-ресторанный бизнес и «Carrefour» — розничная торговля.

## Достопримечательности
Главная достопримечательность города — кафедральный собор, построенный швейцарским архитектором Марио Боттой в 1991—1995 годах. Это единственный собор, возведённый во Франции за последние 100 лет.
Эврийская соборная мечеть — одна из самых больших в Европе.

## Знаменитые земляки и жители города
- Кокон, Янник — итальянский фигурист

## Города-побратимы
- Бексли, Великобритания
- Эстели, Никарагуа
- Каес, Мали
- Тройсдорф, ФРГ
- Новы-Тарг, Польша
- Репантиньи, Канада